# Tóth Magdolna (úszó, 1913)
Tóth Magdolna (Budapest, 1913 – ?) főiskolai világbajnok magyar úszó. A sportsajtóban Tóth I néven volt ismert.

## Élete
1930 és 1935 között a BSE úszója volt. 1933 és 1935 között a válogatott tagja volt. Az 1935-ös főiskolai világbajnokságon a 3x100 méteres vegyesúszás váltó tagjaként aranyérmes lett.

## Sikerei, díjai
- Főiskolai világbajnokság: 1935, Budapest
  - 3x100 m vegyes
    - aranyérmes: 4:32.8

  - 100m gyors
    - 4.: 1:27.2

  - 100 m hát
    - 6.: 1:39.2
- Magyar bajnokság
  - csapatbajnokság, folyamúszás
    - 1.: 1934

  - 100 m hát
    - 3.: 1933 (1:35.0)